# Amos Lawrence
(en) Statistiques sur pro-football-reference
Amos Lawrence Jr., né le 9 janvier 1958 à Norfolk, est un joueur et entraîneur américain de football américain.

## Enfance
Lawrence étudie à la Lake Taylor High School de Norfolk. En 1975, il reçoit le titre de meilleur Junior (étudiant effectuant son avant-dernière année d'étude) au poste d'arrière du pays et se fait remarquer notamment lorsqu'il parcourt 422 yards lors d'un match et inscrit cinq touchdowns.

## Carrière

### Université
Étudiant à l'université de Caroline du Nord à Chapel Hill de 1977 à 1980, Lawrence parcourt 4 391 yards avec les Tar Heels et casse dix-huit records de la faculté, dépassant les cent yards courus lors de vingt-trois matchs. Lors d'un match face aux Cavaliers de la Virginie, il bat le record de yards parcourus sur un match en Atlantic Coast Conference avec 286 yards alors qu'il n'est qu'en première année. Lawrence remporte le titre de rookie de l'année 1977 en ACC.

### Professionnel
Amos Lawrence est sélectionné au quatrième tour de la draft 1981 de la NFL par les Chargers de San Diego au 103e choix. Étonné par cette sélection tardive, le coureur blâme, plusieurs années après, son entraîneur à l'université Dick Crum, l'accusant d'avoir affirmé aux recruteurs de la NFL qu'il n'était pas un joueur sérieux et qu'il n'était pas prêt à jouer blessé,. Crum se défend d'avoir porté de tels jugements, précisant que les agents de la NFL avaient plutôt « développé leurs opinions en assistant aux entraînements et aux matchs ». Après la draft, les négociations au niveau du contrat de Lawrence bloquent et San Diego décide d'échanger le coureur aux 49ers de San Francisco contre un choix du quatrième tour de la draft 1984.
Pour son année de rookie, il est désigné comme le kick returner de l'équipe et marque un touchdown sur un retour de coup de pied de 92 yards face aux Rams de Saint-Louis. Les 49ers se qualifient pour le Super Bowl XVI et sur l'engagement, Lawrence perd le ballon et entraîne un fumble. Finalement, San Francisco remporte le match et le trophée. Après une saison 1982 où il apparaît brièvement, le joueur se retrouve sans équipe en 1983 et se tourne vers l'United States Football League et les Maulers de Pittsburgh où il espère décrocher un poste de titulaire. Néanmoins, la signature de Mike Rozier, récent vainqueur du Trophée Heisman, envoie Lawrence sur le banc et il joue très peu, se faisant libérer avant la fin de la saison 1984. Contacté par une connaissance évoluant chez les Bulls de Jacksonville, il participe à un entraînement mais voyant qu'il n'est plus rappelé par la franchise, il décide de mettre un terme à sa carrière.